# Torreya
Torreya és un gènere de coníferes de la família de les taxàcies (antigament englobada dins la família de les cefalotaxàcies). Conté 6 espècies acceptades, dos de les quals són natives de Nord-amèrica i 4 de l'Àsia oriental.

## Descripció
Els espècimens del gènere Torreya són arbres o arbustos perennifolis que atenyen els 5 - 20 metres d'alçada. Presenten una escorça fissurada marró a bru-grisenc, amb coloracions ataronjades. Presenta un port de ramificació estesa o ascendent.
Les fulles estan disposades de forma espiralada al llarg de la tija, són lineals de 2 a 8 centímetres de longitud i de 3 a 4 mm d'amplada, coriàcies amb àpex recorbat. Presenten una característica banda estomàtica estreta a banda i banda del nervi. Són plantes dioiques i més rarament monoiques. Els cons masculins apareixen agrupades a la part inferior dels brots, tenen una forma globosa o oblonga mesuren de 5 a 8 mm de gruix; presenten entre 6 i 8 verticils de 4 esporofil·les cadascun dels quals amb 4 esporangis. Els cons femenins es desenvolupen de forma solitària o en petits grups de (2 a 8) al capdamunt de curts peduncles. Són de mida petita però després de la pol·linització i la posterior maduració (que pot durar fins a 24 mesos), es transformen en un con amb aparença de drupa amb una llavor solitària de 2 a 4 centímetres de llarg envoltada d'una coberta carnosa de color verd, porpra o marró quan és madura del tot. Algunes espècies, especialment la torreya japonesa (Torreya nucifera), el fruit és comestible i conté un oli utilitzat en la cuina tradicional japonesa. També són font d'aliment de diferents mamífers com els esquirols.

## Galeria

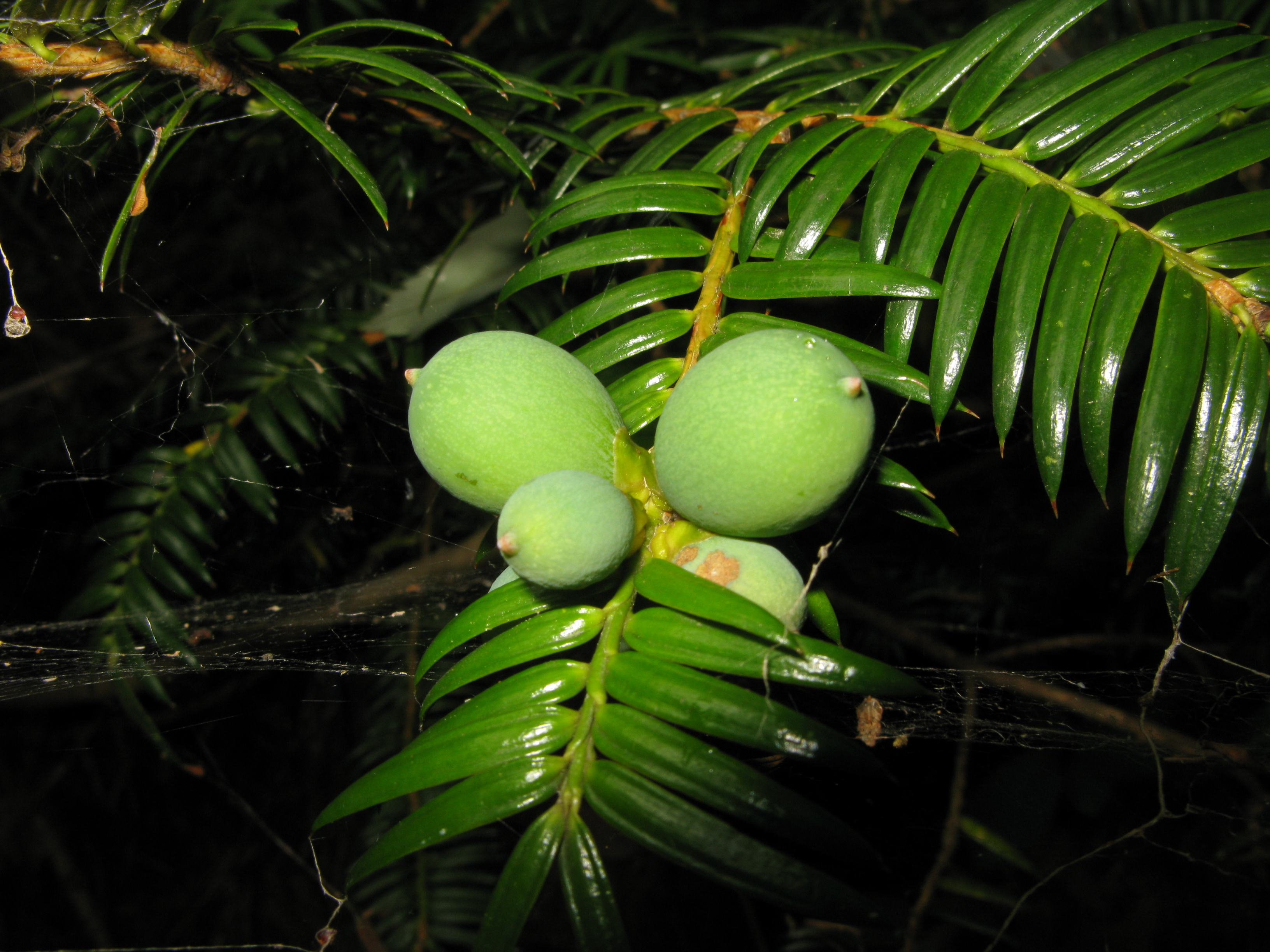
Detall dels fruits de Torreya nucifera
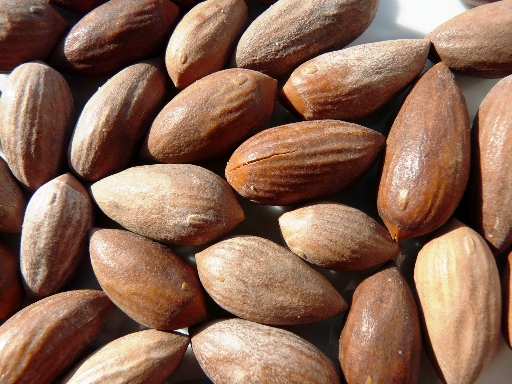
Fruits madurs de Torreya grandis
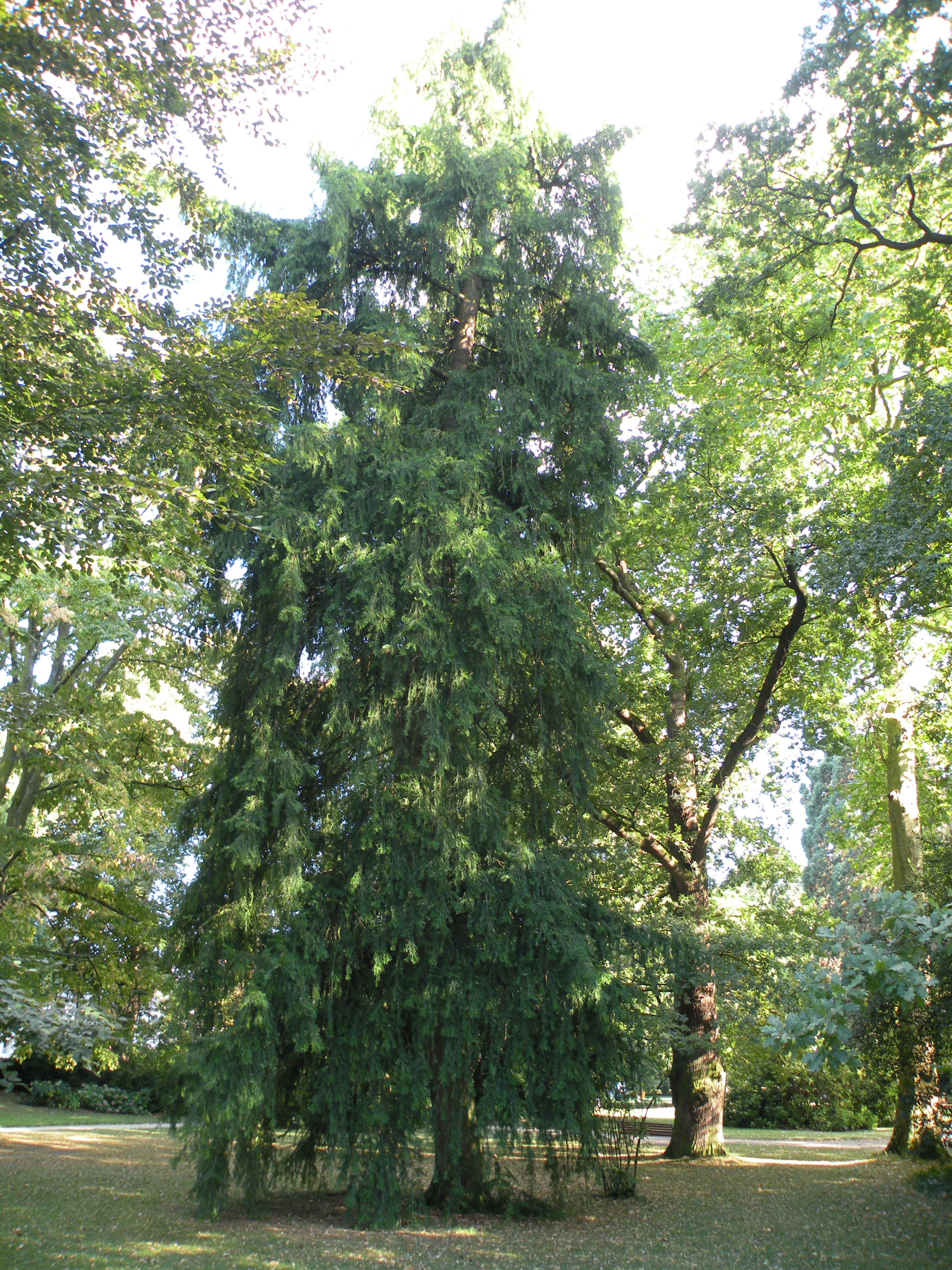
Vista general de Torreya californica
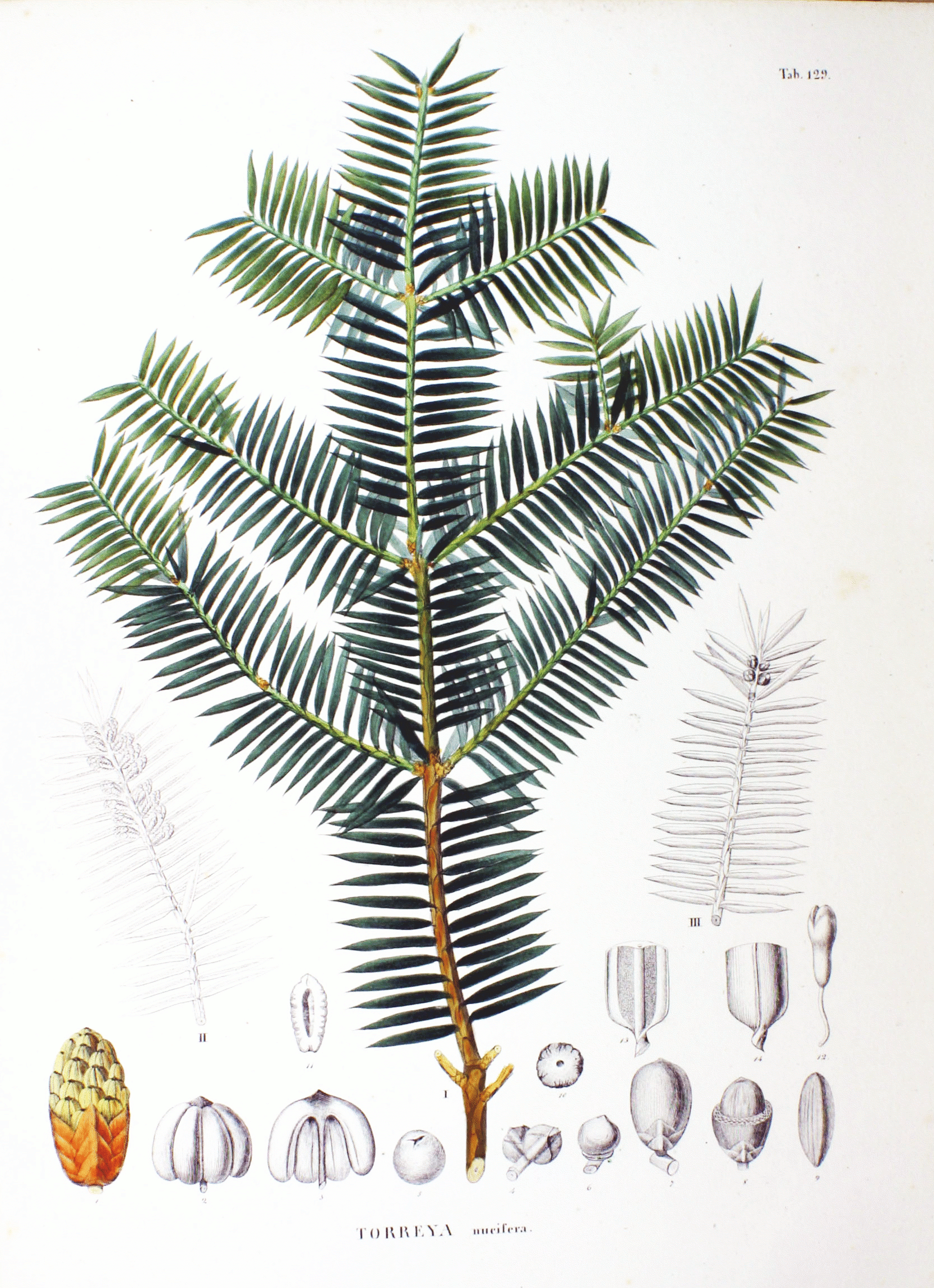
Il·lustració de Torreya nucifera

## Taxonomia
El gènere Torreya fou descrit per George Arnott Walker Arnott. El nom genèric honora el botànic estatunidenc, John Torrey. El gènere conté 6 espècies vivents i dos extintes:
- Torreya californica
- Torreya bilinica †: Extinta, paleotaxon del oligocè i miocè, fòssils descrits a Txèquia, Espanya i Anatòlia.
- Torreya clarnensis †: Extinta, paleotàxon de l'eocè, fòssils trobats a Oregon.
- Torreya grandis
- Torreya jackii
- Torreya nucifera
- Torreya parvifolia
- Torreya taxifolia